# ウィモンラット・タナパン
ウィモンラット・タナパン（タイ語: วิมลรัตน์ ทะนะพันธุ์, 2002年4月2日 - ）は、タイの女子バレーボール選手である。

## 来歴
ウボンラーチャターニー県出身。体育教師から女子バレーボール選手のオーディションを受けるように勧められ、小さい頃から長身でスポーツ好きだったのもあり、14歳からバレーボールを始めた。高身長であることから、バレーボールを始めた当初からミドルブロッカーを務めることとなった。
2018年、U17タイ代表に選出され、U17アジア選手権 (en) に出場。チームはこの大会で銅メダルを獲得した。2019年にはU18世界選手権 (en) に出場した。2021年には、U20タイ代表として、U20世界選手権 (en) に出場した。
2023年、タイ代表に選出され、アジア選手権に出場。チームは優勝を果たした。同年、V.LEAGUE DIVISION1 WOMEN（V1女子）に所属する東レアローズに入団したが、一シーズンでの退団が発表された。
2024年9月、SV.LEAGUE所属の群馬グリーンウイングス入団が発表された。
2025年4月、2024-25シーズン限りでの退団が発表された。7月にアランマーレ山形入団が発表された。

## 球歴
- タイ代表
  - アジア選手権 - 2023年
- ジュニアタイ代表
  - U20世界選手権 - 2021年 (en)
- ユースタイ代表
  - U18世界選手権 - 2019年 (en) 
  - U17アジア選手権 - 2018年 (en)

## 所属チーム
- 3BBナコーンノント (th) （2020-2022年）
- コーンケンスター (th) （2022-2023年）
- 東レアローズ（2023-2024年）
- 群馬グリーンウイングス（2024-2025年）
- アランマーレ山形（2025年-）

## 個人成績
V.LEAGUEの個人成績は下記の通り（V Cup含む）。
| 大会            | チーム          | 出場     | 出場        | アタック | アタック | アタック | アタック | バックアタック | バックアタック | バックアタック | バックアタック | アタック 決定本数 | ブロック | ブロック       | サーブ | サーブ         | サーブ   | サーブ | サーブ | サーブ   | サーブレシーブ | サーブレシーブ | サーブレシーブ | サーブレシーブ | 総得点      | 総得点      | 総得点   | 総得点      |
| --------------- | --------------- | -------- | ----------- | -------- | -------- | -------- | -------- | -------------- | -------------- | -------------- | -------------- | ----------------- | -------- | -------------- | ------ | -------------- | -------- | ------ | ------ | -------- | -------------- | -------------- | -------------- | -------------- | ----------- | ----------- | -------- | ----------- |
| 大会            | チーム          | 試 合 数 | セ ッ ト 数 | 打 数    | 得 点    | 失 点    | 決 定 率 | 打 数          | 得 点          | 失 点          | 決 定 率       | セ ッ ト 平 均    | 得 点    | セ ッ ト 平 均 | 打 数  | ノ 丨 タ ッ チ | エ 丨 ス | 失 点  | 効 果  | 効 果 率 | 受 数          | 成 功 ・ 優    | 成 功 ・ 良    | 成 功 率       | ア タ ッ ク | ブ ロ ッ ク | サ 丨 ブ | 得 点 合 計 |
| V1 2023-24      | 東レ            | 25       | 68          | 170      | 74       | 7        | 43.5     | 0              | 0              | 0              | -              | 1.09              | 29       | 0.43           | 195    | 6              | 6        | 24     | 45     | 8.8      | 19             | 7              | 5              | 50.0           | 74          | 29          | 12       | 115         |
| 通算：1シーズン | 通算：1シーズン | 25       | 68          | 170      | 74       | 7        | 43.5     | 0              | 0              | 0              | -              | 1.09              | 29       | 0.43           | 195    | 6              | 6        | 24     | 45     | 8.8      | 19             | 7              | 5              | 50.0           | 74          | 29          | 12       | 115         |